# Honestino Guimarães
Honestino Monteiro Guimarães (Itaberaí, 28 de março de 1947 — c. 10 de outubro de 1973) foi um líder estudantil brasileiro. Estudante de Geologia, foi presidente da Federação dos Estudantes da Universidade de Brasília (FEUB). Em razão de sua militância no movimento estudantil, foi  preso por quatro vezes. Depois de sua quarta prisão, no ano de 1973, nunca mais retornou. Seu atestado de óbito só foi entregue a família em 1996, vinte e três anos depois, e, ainda assim, incompleto: no documento, não constava a causa da morte.
Foi oficialmente anistiado apenas em 20 de setembro de 2013, quando também o seu atestado de óbito foi completado, ficando patente que sua morte ocorreu em razão de atos de violência sofridos quando estava sob custódia do Estado brasileiro.
Teve sua expulsão simbolicamente revogada pela UnB e em 2024 recebeu diplomação como geólogo post mortem, a primeira concedida na história da Universidade.
O caso de Honestino foi objeto de investigação pela Comissão da Verdade, que apura mortes e desaparecimentos ocorridos durante a ditadura militar brasileira.

## Trajetória
Filho de Benedito Monteiro Guimarães e Maria Rosa Leite Monteiro, nasceu na pequena cidade de Itaberaí, em Goiás, mas treze anos depois, em 1960, mudou-se com sua família para Brasília, capital então em construção. Estudou no Centro de Ensino Médio Elefante Branco e no Centro Integrado de Ensino Médio,  escola pública de Brasília,  que, ironicamente, era conhecida como "Elefante Vermelho" devido ao grande engajamento político por parte dos professores e alunos que a instituição possuía.
As principais bandeiras que o movimento estudantil secundarista do Distrito Federal levantavam eram a favor das melhorias nas escolas públicas, contra o aumento do preço da passagem de transporte público e por mais democracia no país – que, até então, ainda se assumia como democrático. Honestino iniciou sua militância no movimento secundarista em 1963, após a repressão brutal por parte da polícia – que chegou a ferir um estudante à bala – em uma das manifestações que pediam a diminuição do preço das passagens de ônibus.
Filiou-se à Ação Popular, organização clandestina originada de movimentos sociais católicos.

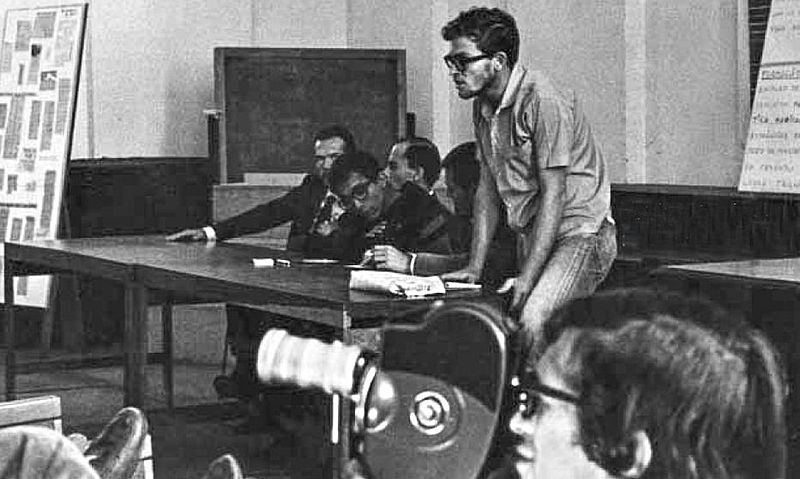
Honestino durante uma aula na universidade.

Em 1964, durante o golpe de 1964, Honestino estava cursando o terceiro ano do Centro Integrado de Ensino Médio de Brasília e já atuava como militante estudantil, porém não possuía tanta visibilidade. No ano seguinte (1965) foi aprovado no vestibular para o curso de Geologia na Universidade de Brasília  (UnB), tendo sido classificado em primeiro lugar.
Já na universidade, Honestino Guimarães foi eleito para o Diretório Acadêmico de Geologia. Em 1967, enfrentou sua primeira prisão, acusado de participar de pichações que hostilizavam o governo de Costa e Silva. Foi libertado mas, ainda no mesmo ano, voltou novamente para a prisão, dessa vez denunciado como participante de um suposto movimento guerrilheiro em Itauçu, Goiás.
Mesmo estando atrás das grades, foi eleito presidente da Federação dos Estudantes Universitários de Brasília (FEUB). Em agosto de 1968 seu pai representou-o por procuração para que pudesse se casar com Isaura Botelho, também militante estudantil. Ainda em agosto de  1968, forças do exército e da polícia política invadiram a  UnB, para cumprir mandados de prisão contra Honestino e mais sete líderes estudantis. Honestino foi arrancado da sede da FEUB e ficou preso até novembro. Em 26 de setembro de 1968, como punição por ter liderado a expulsão de um falso professor da UnB, foi desligado da universidade. Ele foi julgado e condenado a 16 anos de prisão.
Em dezembro de 1968, com o Ato Institucional Número Cinco, conseguiu um habeas corpus saiu de Brasília e, a partir do início de 1969, passou a viver clandestinamente em São Paulo, com Isaura. Em 1970 nasceu a filha do casal, Juliana. Quando o presidente da UNE Jean Marc von der Weid foi preso, Honestino assumiu a presidência interina da entidade. Permaneceu como interino até 1971 e, durante o congresso da UNE realizado no mesmo ano, na Baixada Fluminense, foi eleito presidente.
Em fins de 1971, já separado de Isaura, transfere-se para o Rio de Janeiro onde continua a viver na clandestinidade com sua nova companheira. Continua coordenando atividades estudantis, desempenhando as tarefas de sua organização política  e lutando contra o regime militar. O que não sabia é que seus passos eram acompanhados pelos órgãos de segurança.  Em 10 de outubro de 1973, após cinco anos de clandestinidade, é preso pelo CENIMAR, sob a acusação de apoiar um novo movimento de resistência armada recém-surgido no sul do Pará. Desde então, nunca mais foi visto.

## Desaparecimento

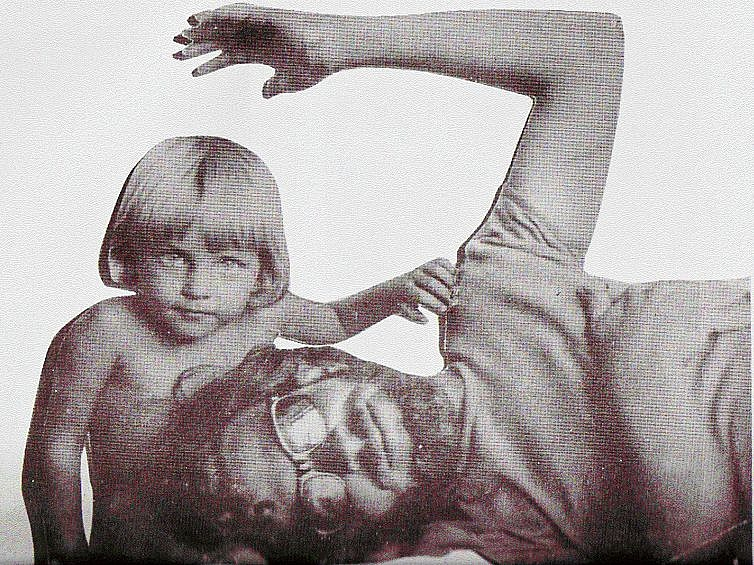
Honestino Guimarães com sua filha, Juliana.

Supõe-se que, após a prisão, Honestino tenha sido transferido para a sede do Pelotão de Investigações Criminais, no quartel do Batalhão de  Polícia do Exército de Brasília, onde sua mãe, Maria Rosa, havia sido autorizada a visitá-lo no Natal. Porém, no dia da visita, ela foi informada de que ele não se encontrava ali. Maria Rosa procurou desesperadamente a ajuda de advogados do Rio de Janeiro, de São Paulo e Brasília; buscou apoio na OAB, na CNBB e na maçonaria, mas  seu filho, assim como outros desaparecidos políticos, nunca foi encontrado. Aparecida Schoenacker, uma estudante presa em São Paulo em janeiro do ano seguinte, disse ter ouvido de um investigador que Honestino estava morto.
O desaparecimento de Honestino foi denunciado pelos presos políticos de São Paulo em documento datado de 1976. Antes de sua última prisão, escrevera uma carta-denúncia, denominada por ele "Mandado de Segurança Popular", em que dizia aos companheiros: "a minha situação é de uma vida na clandestinidade forçada... sofri vários processos, alguns já julgados. (Eles mostram) com clareza o particular ódio e a tenaz perseguição da qual sou objeto... Por diversas vezes fui ameaçado de morte".

Em 1992, o advogado Antônio Carlos de Almeida Castro assumiu as investigações referentes ao desaparecimento de Honestino, porém sem nenhum resultado conclusivo. Quatro anos depois, em 1996, a família recebeu o primeiro atestado de óbito, sem referência à causa da morte. Somente em 2013, depois de instituída a Comissão da Verdade, a verdade veio à tona: a morte de Honestino fora consequência dos atos de violência que sofrera por parte dos militares. Seu irmão Norton, também já falecido, gostava de lembrar que o termo "desaparecimento" encobre quatro crimes do Estado brasileiro: sequestro, tortura, execução extra-judicial e ocultação de cadáver.

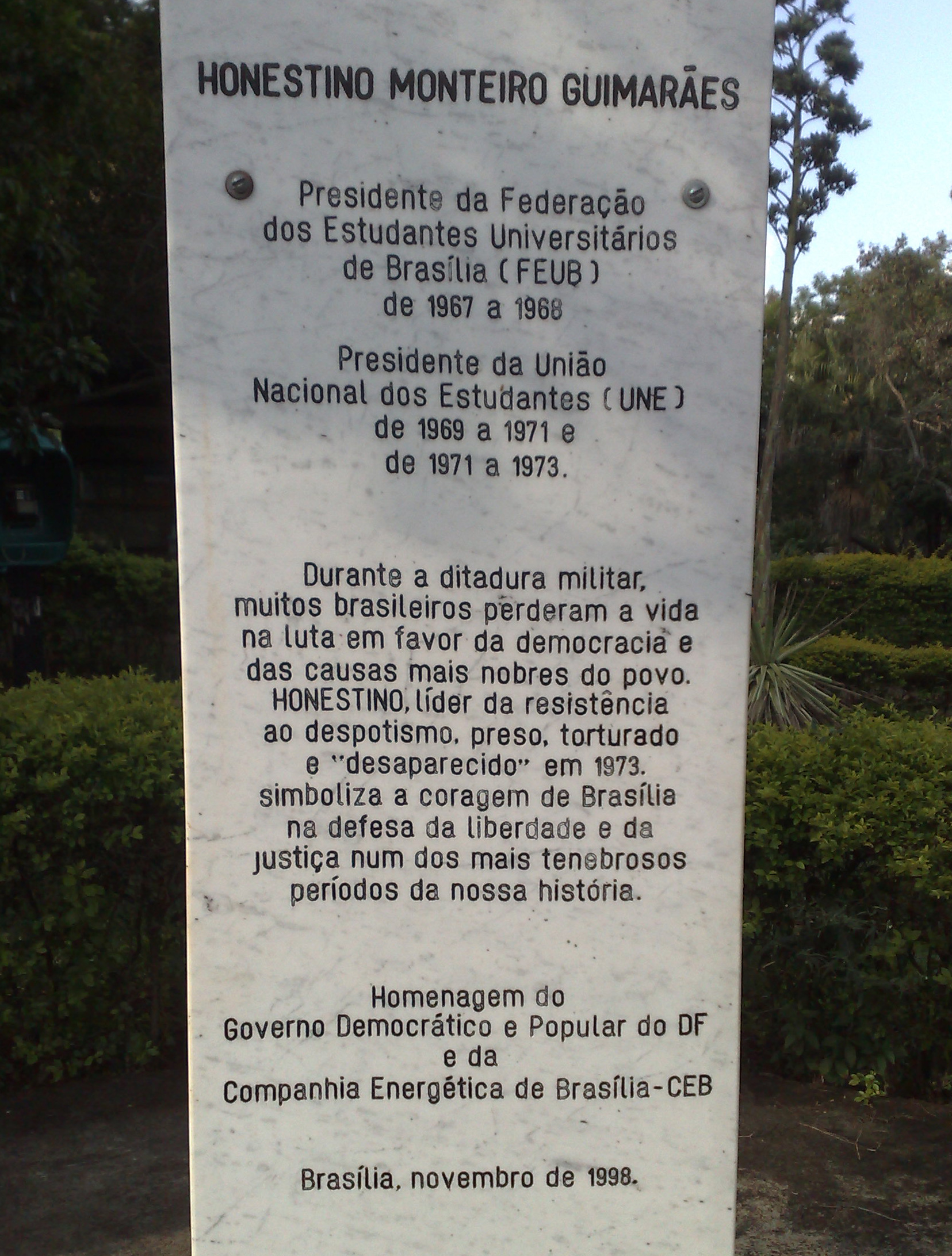
Placa em homenagem a Honestino Guimarães na UnB.

## Homenagens póstumas
Em 12 de março de 1996 Honestino Guimarães teve seu óbito oficialmente reconhecido, sendo laureado pela UnB no ano seguinte com o Mérito Universitário. Em 1997, o teatro de arena do Campus Darcy Ribeiro da UnB recebeu o nome Teatro de Arena Honestino Guimarães. Em sua homenagem, a principal organização estudantil da Universidade de Brasília se chama Diretório Central dos Estudantes Honestino Guimarães. Também em sua homenagem, o Museu Nacional da República, o Grêmio Estudantil do Centro de Ensino Médio Elefante Branco, onde estudou, e o centro acadêmico do curso de Geologia da Universidade Federal do Ceará levam seu nome.
Além disso, em 2013 logo após ser declarado oficialmente um anistiado político, a UnB realizou uma solenidade em sua homenagem, como forma de pedido de desculpas a todos os outros estudantes desaparecidos e suas famílias.
Em 28 de agosto de 2015 uma das pontes ao sul do Lago Paranoá, em Brasília, teve seu nome trocado para Ponte Honestino Guimarães, antes chamada de Ponte Costa e Silva, ex presidente da República e General do exército. Entretanto, no dia 6 de novembro de 2018, o Tribunal de Justiça do Distrito Federal e dos Territórios determinou a volta do nome original em decorrência de Ação Popular como determina a lei.